# Þorsteins þáttr bæjarmagns
Þorsteins þáttr bæjarmagns o La historia de Thorsteinn de la Casa del Poder es una historia corta (o þáttr) escrita en nórdico antiguo y pertenece al grupo de sagas legendarias. Es un compendio de las aventuras de Thor, pero con un personaje llamado Thorsteinn como protagonista que toma el lugar del dios escandinavo. 
Algunas de las acciones que suceden en el relato tienen paralelismos con la tradición popular, algunos se remontan a varios mitos sobre Thor que fueron mutados y se confunden en la fantasía de la trama.